# Bjorn Ketilsson
Bjorn Ketilsson (apodado Bjorn del Este; nórdico antiguo: Bjǫrn austræni Ketilsson, 850-890) era un vikingo de Romsdal, Noruega. Era hijo del hersir Ketil Nariz Chata e Yngvild Ketilsdottir. Emigró a Islandia siguiendo los pasos de su padre, que tras conseguir territorios en las Hébridas, isla de Man y Escocia a favor de la corona, por no pagar impuestos el rey Harald I requisó todas sus propiedades y fue expulsado.  Bjorn fundó su asentamiento en Bjarnarhöfn, Snæfellsnes.
Bjorn aparece como personaje en la saga Laxdæla, saga Eyrbyggja, saga Þorskfirðinga, saga de Egil Skallagrímson, y Saga de Gísla Súrssonar. Su genealogía se detalla en el libro de los asentamientos Landnámabók, incluida parte de su ascendencia lapona por parte paterna.
Según la saga Eyrbyggja, su apodo se debe a que era el último que profesaba la fe de sus ancestros y el único que no aceptó el bautismo cristiano. Cuando se volvió a reunir con el resto de su familia en Islandia, pues se habían convertido al cristianismo durante su estancia en las islas británicas, les reprochó por ello y marcó distancias.

## Herencia
En la saga Eyrbyggja se cita que Bjorn se casó con Gjaflaug Kjállaksdóttir (n. 854), la hija de su padre adoptivo, el jarl Kjallak, y que vivieron en Jämtland hasta la muerte del jarl. De esa relación nacieron cinco hijos, tres varones: Kjállak gamli (apodado el Viejo, n. 873), Vilgeir (n. 880) y Óttar Björnsson; y dos hembras, Gerður (n. 875) y Helga Björnsdóttir (n. 885).